# Andrei Jakowlewitsch Gordjagin
Andrei Jakowlewitsch Gordjagin (russisch Андрей Яковлевич Гордягин; * 17. Oktoberjul. / 29. Oktober 1865greg. in Perm; † 15. Januar 1932 in Kasan) war ein russisch-sowjetischer
Geobotaniker und Hochschullehrer.

## Leben
Gordjagins Vater war Offizier und hatte im Krimkrieg an der Verteidigung Sewastopols 1854–1855 teilgenommen. Nach dem Abschluss am Permer Klassischen Gymnasium mit einer Silbermedaille begann Gordjagin 1883 das Studium an der Universität Kasan in der Medizinischen Fakultät. Nach einem Jahr wechselte er in die Naturwissenschaftliche Abteilung der Physikalisch-Mathematischen Fakultät. 1888 schloss er das Studium mit seiner Diplomarbeit über die Vegetation der Umgebung Krasnoufimsks ab und wurde zum Kandidaten der Naturwissenschaften promoviert.
Gordjagin studierte weiter und führte im Auftrag der Gesellschaft der Naturforscher bodenkundliche und botanische Untersuchungen im Gouvernement Kasan durch. 1891 wurde er Professor-Stipendiat der Universität Kasan am Lehrstuhl für Botanik und Privatdozent für Taxonomie der Samenpflanzen. Ab 1897 hielt er eine Vorlesung über Phytotomie und Pflanzenphysiologie. Ab 1892 führte er jeweils in den Sommermonaten botanische und geographische Untersuchungen im mittleren Ural und in Westsibirien durch. Im Mai 1901 verteidigte er seine Magister-Arbeit über die Böden und Vegetation Westsibiriens, worauf er sofort zum Doktor der botanischen Wissenschaften promoviert wurde und 1902 von der Russischen Geographischen Gesellschaft die Prschewalski-Silbermedaille verliehen bekam. Im September 1901 wurde er Außerordentlicher Professor am Lehrstuhl für Pflanzenphysiologie und im August 1903 Ordentlicher Professor am Lehrstuhl für Botanik der Universität Kasan und Leiter des Botanischen Kabinetts. Ab 1908 leitete er auch den Botanischen Garten.
Anfang Juni 1902 machte Gordjagin mit dem Entomologen Michail Dmitrijewitsch Russkin eine kleine Exkursion auf den Berg Bolschoje Bogdo bei Achtubinsk im Wolgadelta. Drei Jahre später veröffentlichte Gordjagin seinen Bericht über die Reise in die Astrachaner Einöde, in dem er erstmals alle verfügbaren Daten über die Flora des Bolschoje Bogdo zusammenfasste, um später Veränderungen bewerten zu können. Dabei hatte er sich auf Arbeiten von Peter Simon Pallas und anderer gestützt sowie auf Herbariensammlungen von Eduard Friedrich Eversmann, Rafail Wassiljewitsch Rispoloschenski und anderen. Um Gordjagin bildete sich ein Kreis aus seinen Studenten Nikolai Adolfowitsch Busch, Boris Alexandrowitsch Keller, Wjatscheslaw Rafailowitsch Salenski, Waleri Iwanowitsch Talijew, Iwan Iwanowitsch Sprygin, Dmitri Erastowitsch Janischewski und Walentin Iwanowitsch Smirnow.
Im Juli 1909 wurde Gordjagin als Ordentlicher Professor in die Medizinische Fakultät der neuen Kaiserlichen Universität Saratow versetzt, in der er den Lehrstuhl für Botanik gründete und leitete. Er war Mitglied des Universitätsdirektoriums, das die Aufbauarbeit organisierte, und der Baukommission für die Errichtung des Universitätsgebäudes. Er erforschte die lokale Flora, wobei die Vegetationsgeographie und Pflanzensoziologie seine Schwerpunkte waren. Er veröffentlichte fünf Arbeiten über kleistogame Gräser und die Gattung Diplachne sowie eine erste Übersicht über die russische biometrische Literatur. Er rezensierte Pawel Wassiljewitsch Sjusews Buch über die Flora des Urals. Zu seinen Studenten gehörten Wladimir Issaakowitsch Baranow und Waleri Awgustowitsch Krüger. Neben der Lehrstuhlarbeit beteiligte sich Gordjagin an der Organisation der Höheren Kurse für Landwirtschaft, nach deren Eröffnung 1913 er deren Direktor und Leiter des Botanik-Lehrstuhls war.
Im Sommer 1914 wurde Gordjagin plötzlich an die Universität Kasan zurückversetzt, wo dann infolge des Ersten Weltkriegs und der Oktoberrevolution seine Arbeitsmöglichkeiten sehr eingeschränkt waren. Um ihn bildete sich wieder ein Geobotanik-Kreis seiner Studenten, zu dem Wassian Sergejewitsch Porfirjew und Ljubow Nikolajewna Wassiljewa gehörten.
1929 wurde Gordjagin zum Korrespondierenden Mitglied der Akademie der Wissenschaften der UdSSR gewählt.

## Ehrungen, Preise
- Orden der Heiligen Anna II. Klasse
- Orden des Heiligen Wladimir IV. Klasse
- Held der Arbeit der RSFSR (1929)